# Либадарије
Либадарије (Грчки: Λιβαδάριος)  - женски род Либадарија (Λιβαδαρέα), множина Либадарији (Λιβαδάριοι) било је презиме византијске породице из 13. века.
Либадарији су били нова породица која је први пут дошла до изражаја у Никејском царству (1204–1261). Георгије Пахимер их је сматрао једном од водећих аристократских породица у царству и једном од само пет таквих нових породица. Они су имали високе цивилне и војне функције у време владавине династије Палеолога. Можда су били у сродству са Димитријем Либадом који је обављао дужност (вероватно мега логариаст) 1186. године. Први забележени Либадарије био је рођак породице Музалон. Вероватно нису били у сродству са породицом Лимпидарија која је постала истакнута у војсци и морнарици у 14. веку.

## Чланови
- Михаило Либадарије био је мегас хетериарх 1241. године на двору цара Теодора II Ласкариса у Пегају.[3]
- Либадарије који је био пинкерн у време владавине цара Михаила VIII Палеолога, удао је своју ћерку за царевог сина Теодора Палеолога.[1]
- Либадарије који је био мегас хартуларије и стратег Трала, поражен је од Турака око 1280. године[1]
- Либадарије, који је био протовестијар, а касније и мегас стратопедарх, постављен је за гувернера Неокастра негде пре 1293. године. Остао је лојалан Палеолзима током побуне пинкерна Алексија Филантропина. Подмитио је Алексијеве плаћенике да га издају, а затим га је ослепио децембра 1295. године.[1]{{harvnb|[4]
- Једна Либадарија, жена мега стратопедарха (вероватно првог), основала је манастир за монахиње у Солуну негде пре 1326. године.[1]
- Теодор Комнин Либадарије је основао манастир посвећен Пресветој Богородици Марији око 1300. године, и наручио слике за манастир Светог Ђорђа у Сервији.[1]